# Gwatemala na Mistrzostwach Świata w Lekkoatletyce 2009
Gwatemala na Mistrzostwach Świata w Lekkoatletyce 2009 – reprezentacja Gwatemali podczas czempionatu w Berlinie liczyła 2 zawodników, którzy zajęli miejsca poza pierwszą ósemką.

## Występy reprezentantów Gwatemali

### Mężczyźni
| Konkurencja   | Zawodnik             | Finał      | Finał |
| Konkurencja   | Zawodnik             | Wynik      | Poz.  |
| ------------- | -------------------- | ---------- | ----- |
| Maraton       | José Amado García    | 2:22:00 SB | 48.   |
| Chód na 50 km | Luis Fernando García | 4:18:13 SB | 31.   |